# Oleksandr Usîk
Oleksándr Oleksándrovîci Úsîk (n. 17 ianuarie 1987, Simferopol, Republica Sovietică Socialistă Ucraineană, URSS) este un boxer ucrainean profesionist. El este fost campion mondial la categoria cruiserweight, deținând titlurile WBA, WBC, IBF și WBO și devenind primul campion cruiserweight din istorie care deține toate cele patru titluri mondiale majore. Usyk deține campionatul unificat la categoria grea din 2021 și titlul revistei The Ring din 2022. A deținut campionatul necontestat la două categorii de greutate - cruiserweight și heavyweight - și este al treilea boxer masculin din istorie (după Terence Crawford și Naoya Inoue) care a devenit campion necontestat la două categorii de greutate în „era celor patru centuri”.
Ca amator, Úsîk a câștigat medalii de aur la Campionatele Mondiale din 2011 și la Jocurile Olimpice de vară din 2012, ambele în categoria grea. A devenit profesionist în 2013 și a câștigat campionatul necontestat cruiserweight în cea de-a 15-a sa luptă profesională în 2018. Trei dintre titlurile sale au fost câștigate în cadrul turneului inaugural, World Box Super Series, în care a câștigat Trofeul Muhammad Ali, precum și titlurile The Ring și Lineal. Pentru realizările sale, Úsîk a fost numit Luptătorul Anului 2018 de către Sports Illustrated, ESPN, The Ring și Asociația Scriitorilor de Box din America.

## Viața personală
Úsîk este căsătorit cu Katerina, iar cuplul are 3 copii (născuți în 2009, 2013 și 2015). Acum locuiesc în Kiev, Ucraina.
La 28 aprilie 2014, după anexarea Crimeei de către Federația Rusă, Úsîk a declarat că nu își va schimba niciodată cetățenia ucraineană cu cetățenia rusă și că consideră Crimeea o parte a Ucrainei. În 2016, răspunzând la o întrebare dacă mai poate intra în Crimeea, el a declarat că poate intra în Crimeea după fiecare luptă; că nu-i place să vorbească despre politică datorită faptului că oamenilor le place să scoată cuvintele din context, că în Rusia are mulți fani și că nu împarte „popoarele noastre pentru că suntem slavi”. Ulterior, ori de câte ori apăsa pe întrebare, Úsîk răspundea adesea „Crimeea aparține lui Dumnezeu”.
Pe 18 octombrie, Oleksándr Úsîk s-a alăturat platformei de strângere de fonduri United24, la inițiativa președintelui Ucrainei, Volodîmîr Zelenski. Boxerul se va concentra pe sprijinirea direcției "reconstrucția Ucrainei" .

## Rezultate în boxul profesionist
| Nmr. | Rez.     | Rezultat general | Adversar           | Tip | Runda, timp   | Data       | Locația                                           | Note |
| ---- | -------- | ---------------- | ------------------ | --- | ------------- | ---------- | ------------------------------------------------- | --- |
| 24   | Victorie | 24–0             | Daniel Dubois      | KO  | 5 (12), 1:52  | 19-07-2025 | Wembley Stadium, Londra, Anglia                   | Păstrează centurile WBA (Super), WBC, WBO, IBO, și The Ring la categoria grea; Câștigă centura IBF la categoria grea.                                                                     |
| 23   | Victorie | 23–0             | Tyson Fury         | UD  | 12            | 21-12-2024 | Kingdom Arena, Riyadh, Arabia Saudită             | Păstrează centurile WBA (Super), WBC, WBO, IBO, și The Ring la categoria grea |
| 22   | Victorie | 22–0             | Tyson Fury         | SD  | 12            | 18-05-2024 | Kingdom Arena, Riyadh, Arabia Saudită             | Păstrează centurile WBA (Super), IBF, WBO, IBO, și The Ring la categoria grea; Câștigă centura WBC la categoria grea                                                                      |
| 21   | Victorie | 21–0             | Daniel Dubois      | KO  | 9 (12), 1:48  | 26-08-2023 | Stadion Wrocław, Wrocław, Polonia                 | Păstrează centurile WBA (Super), IBF, WBO, IBO, și The Ring la categoria grea |
| 20   | Victorie | 20–0             | Anthony Joshua     | SD  | 12            | 20-08-2022 | King Abdullah Sports City, Jeddah, Arabia Saudită | Păstrează centurile WBA (Super), IBF, WBO, și IBO la categoria grea; Câștigă centura vacantă The Ring la categoria grea                                                                   |
| 19   | Victorie | 19–0             | Anthony Joshua     | UD  | 12            | 25-09-2021 | Tottenham Hotspur Stadium, Londra, Anglia         | Câștigă centurile WBA (Super), IBF, WBO, și IBO heavyweight titles |
| 18   | Victorie | 18–0             | Derek Chisora      | UD  | 12            | 31-10-2020 | The SSE Arena, Londra, Anglia                     | Câștigă centura WBO Inter-Continental la categoria heavyweight |
| 17   | Victorie | 17–0             | Chazz Witherspoon  | RTD | 7 (12), 3:00  | 12-10-2019 | Wintrust Arena, Chicago, Illinois                 | |
| 16   | Victorie | 16–0             | Tony Bellew        | KO  | 8 (12), 2:00  | 10-11-2018 | Manchester Arena, Manchester, Anglia              | Apără centurile WBA (Super), WBC, IBF, WBO, and The Ring la categoria cruiserweight |
| 15   | Victorie | 15–0             | Murat Gassiev      | UD  | 12            | 21-07-2018 | Olympic Stadium, Moscova, Rusia                   | Retained WBC and WBO cruiserweight titles; Won WBA (Super), IBF and vacant The Ring cruiserweight titles; World Boxing Super Series: cruiserweight final (becomes an undisputed champion) |
| 14   | Victorie | 14–0             | Mairis Briedis     | MD  | 12            | 27-01-2018 | Arēna Rīga, Riga, Letonia                         | Apără centurile WBO cruiserweight; Câștigă centura WBC cruiserweight; World Boxing Super Series: cruiserweight semi-final                                                                 |
| 13   | Victorie | 13–0             | Marco Huck         | TKO | 10 (12), 2:12 | 09-09-2017 | Max-Schmeling-Halle, Berlin, Germania             | Apără centura WBO la categoria cruiserweight; World Boxing Super Series: cruiserweight quarter-final                                                                                      |
| 12   | Victorie | 12–0             | Michael Hunter     | UD  | 12            | 08-04-2017 | MGM National Harbor, Oxon Hill, Maryland          | Apără centura WBO la categoria cruiserweight |
| 11   | Victorie | 11–0             | Thabiso Mchunu     | TKO | 9 (12), 1:53  | 17-12-2016 | The Forum, Inglewood, California                  | Păstrează centura WBO la categoria cruiserweight |
| 10   | Victorie | 10–0             | Krzysztof Głowacki | UD  | 12            | 17-09-2016 | Ergo Arena, Gdańsk, Polonia                       | Câștigă centura WBO cruiserweight |
| 9    | Victorie | 9–0              | Pedro Rodriguez    | TKO | 7 (12), 1:57  | 12-12-2015 | Palace of Sports, Kyiv, Ucraina                   | Păstrează centura WBO Inter-Continental cruiserweight |
| 8    | Victorie | 8–0              | Johnny Muller      | TKO | 3 (12), 2:59  | 29-08-2015 | Palace of Sports, Kiev, Ucraina                   | Păstrează centura WBO Inter-Continental cruiserweight |
| 7    | Victorie | 7–0              | Andrey Knyazev     | TKO | 8 (10), 2:24  | 18-04-2015 | Palace of Sports, Kiev, Ucraina                   | Păstrează centura WBO Inter-Continental cruiserweight |
| 6    | Victorie | 6–0              | Danie Venter       | TKO | 9 (10), 2:29  | 13-12-2014 | Palace of Sports, Kiev, Ucraina                   | Retained WBO Inter-Continental cruiserweight title |
| 5    | Victorie | 5–0              | Daniel Bruwer      | TKO | 7 (10), 2:55  | 04-10-2014 | Arena Lviv, Lviv, Ucraina                         | Câștiă centura WBO Inter-Continental interim cruiserweight |
| 4    | Victorie | 4–0              | Cesar David Crenz  | KO  | 4 (8), 2:19   | 31-05-2014 | Sports Palace, Odessa, Ucraina                    | |
| 3    | Victorie | 3–0              | Ben Nsafoah        | KO  | 3 (8), 1:43   | 26-04-2014 | König Pilsener Arena, Oberhausen, Germania        | |
| 2    | Victorie | 2–0              | Epifanio Mendoza   | TKO | 4 (6), 2:10   | 07-12-2013 | Ice Arena TEC Terminal, Brovary, Ucraina          | |
| 1    | Victorie | 1–0              | Felipe Romero      | TKO | 5 (6), 1:36   | 11-09-2013 | Palace of Sports, Kiev, Ucraina                   | |